# Matteo Maria Boiardo
Matteo Maria Boiardo, (asi 1441, Scandiano, provincie Reggio Emilia – 19. prosince 1494, Reggio nell'Emilia) byl italský renesanční básník.

## Život
Pocházel ze šlechtického rodu, jeho rodiči byli Giovanni di Feltrino a Lucia Strozziová. Vystudoval univerzitu ve Ferraře, kde získal doktorát práva a filosofie. Roku 1470 zdědil rodové panství. Roku 1472 se oženil s Taddeou Gonzagovou, dcerou hraběte z Novellary. Brzy na to vstoupil do služeb ferrarského vévody Ercola d'Este jako diplomat a vysoký úředník. Ve službách rodu d'Este setrval až do konce života a zemřel jako úspěšný místodržitel Reggia.
Většinu svých literárních prací psal Boiardo pro potěchu ferrarského vévody a jeho dvora. Nejznámějším dílem je Orlando Innamorato (Zamilovaný Roland) velký milostný rytířský román. Dále je Boiardo autorem básnických adaptací antických autorů, komedie Timone a několika sbírek milostných básní

## Dílo

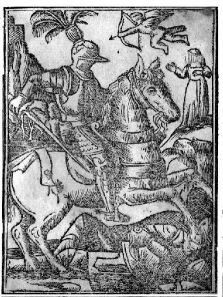
Ilustrace k Zamilovanému Rolandovi z roku 1495.

- Carmina de laudibus Estensium (1463-1464, Chvalozpěvy na rod Este), patnáct latinských básní.
- Pastoraila (1463-1364), deset eklog inspirovaných Vergiliovými Zpěvy pastýřskými, latinsky.
- Epigrammata (1476), latinský spis oslavující vítězství vévody Ercola nad jeho bratrancem.
- Amorum libri tres (1476, Tři knihy lásek), sbírka milostné poezie napsaná v letech 1469 až 1476. Obsahuje 180 básní, inspirovaných jeho vzplanutím k osmnáctileté šlechtičně Antonnii Caprarové. V každé knize je vždy 50 sonetů a 10 skladeb jiného žánru (zejména kancón). Jedná se o nejlepší lyrický cyklus 15. století. V první knize je láska příslibem štěstí, v druhé na ní dopadá stín žárlivosti, ve třetí je vylíčen její hořký konec[1]
- Cyropedia (1476-1481, Kýrova výprava), italská verze Xenofónova spisu Anabasis.
- Ecloghe (1483, Eklogy), básně napsané pod vlivem nešťastné lásky k Antonii.
- Orlando Innamorato (1483–1495, Zamilovaný Roland), nedokončený rytířský román o marné lásce rytíře Rolanda ke krásné Angelice. Boiaardo začal psát epos roku 1476, roku 1483 vyšly první dvě knihy, třetí nedokončená kniha obsahuje jen 9 zpěvů. V eposu autor spojil pověstí o Karlu Velikém (chansons de geste) s bretonským cyklem, který do vyprávění přinesl fantastické a zázračné prvky a kurtoazní motivy V letech 1505–1521 dopsal k eposu tři knihy Niccolò degli Agostini a roku 1518 jednu knihu Raffaelo da Verona. Roku 1530 přepracoval Francesco Berni epos do toskánštiny. Nejvýznamnějším pokračováním je epos Orlando Furioso (1516–1532, Zuřivý Roland) od Ludovica Ariosta.[2]
- Timone (1491, vydáno 1500, Timón), rozpracování jednoho Lúkianova dialogu v komedii v tercínách.

## Adaptace
- Antonio Vivaldi: Orlando Finto Pazzo (1714), italská opera seria, libreto Grazio Braccioli podle eposu Zamilovaný Roland.[3]

## Česká vydání
Z Boiardova dála vyšly česky pouze ukázky ve výborech Italská renesanční lyrika (Praha: SNKLHU 1954 a Navštívení krásy (Praha: Mladá fronta, 1964).